# Call of Juarez: Gunslinger
Call of Juarez: Gunslinger is een first-person shooter ontwikkeld door Techland en uitgegeven door Ubisoft. Het spel kwam op 22 mei 2013 uit voor PlayStation 3, Windows en Xbox 360. Het is het vierde spel in de Call of Juarez-serie en het vervolg op Call of Juarez: The Cartel uit 2011.

## Verhaal
De speler speelt als Silas Greaves, een ex-premiejager. Het verhaal begint in 1910 als Greaves een saloon in Abilene, Kansas binnenloopt en verhalen over zijn verleden als premiejager begint te vertellen aan enkele gasten in ruil voor gratis sterkedrank. Greaves vertelt extravagante en groteske verhalen, waaronder dat hij verantwoordelijk is voor de moord van onder andere Butch Cassidy. De gasten beginnen steeds meer te twijfelen aan de juistheid van de verhalen. Als de gasten klaar zijn met de dubieuze verhalen, openbaart Greaves dat de barman een van de bandieten is die Greaves' broer vermoordden. De speler krijgt dan de keuze om een duel met hem aan te gaan, en dus de mogelijkheid nemen om de langlopende vete te eindigen, of om hem te sparen en einde te maken aan zijn bloedvergieten.

## Gameplay
Call of Juarez: Gunslinger is een lineaire first-person shooter. De speler speelt de verhalen die Silas Greaves in de saloon vertelt na. Vooraanstaande gameplayelementen van de serie keren terug in Gunslinger, zoals bullettime, tweegevechten en de mogelijkheid om kogels te ontwijken via een quicktime-event.
De speler verkrijgt tijdens gevechten voor verscheidene acties ervaringspunten. Deze kunnen worden besteed aan verschillende bonussen in de drie skill trees voor pistolen, geweren en hagelgeweren.
Greaves is een onbetrouwbare verteller en als de gasten delen van een verhaal in twijfel trekken en Greaves zijn verhaal aanpast, wordt de spelwereld veranderd of wordt een sectie van een level opnieuw gespeeld met een andere uitkomst.

## Ontvangst
| Recensiescore       | Recensiescore                        |
| Recensieverzamelaar | Score                                |
| ------------------- | ------------------------------------ |
| Metacritic          | PS3: 75/100 Win: 79/100 X360: 76/100 |
| Publicist           | Score                                |
| Eurogamer           | X360: 7/10                           |
| Game Informer       | PS3: 8/10                            |
| GameSpot            | X360: 8/10                           |
| GamesRadar+         | PS3: 3,5/5                           |
| IGN                 | PS3: 7,5/10                          |
| Joystiq             | Win: 3,5/5                           |
| Polygon             | 9/10                                 |
| Power Unlimited     | 65/100                               |
| XGN                 | PS3: 7/10                            |

Call of Juarez: Gunslinger is redelijk tot positief ontvangen. Op Metacritic heeft het spel gemiddelde scores tussen de 7,5 en 8 voor de verschillende platforms.
Over het algemeen wordt de gameplay geprezen, al wordt deze volgens enkele recensenten na een tijd spelen relatief snel saai en vervelend. Sebastiaan Quekel van XGN.nl meldde dat het spel ook last had van enkele bugs, maar dat het over het algemeen een vermakelijk spel is, waarna hij het een 7 gaf. Freelancer bij de Power Unlimited Jokko Voogt raadde het spel enkel aan voor mensen geïnteresseerd in arcade first-person shooters.
Call of Juarez · Bound in Blood · The Cartel · Gunslinger